# Andrés Rodríguez de Villegas
Andrés Rodríguez de Villegas (San Juan de Puerto Rico, ca. 1580-San Agustín de la Florida española, actual Estados Unidos, 29 de septiembre de 1633) era un hidalgo y militar hispano-puertorriqueño que fuera nombrado gobernador y capitán general de la provincia de Margarita entre 1619 y 1625, y posteriormente sería asignado como gobernador de la provincia de La Florida desde 1630 hasta 1633, muriendo en el cargo.

## Biografía hasta su viaje a Filipinas

### Origen familiar y primeros años
Andrés Rodríguez de Villegas había nacido hacia 1580 en la ciudad centroamericana de San Juan, capital de la isla española y nueva Capitanía General de Puerto Rico, la cual se trasformaba en una entidad autónoma dentro del Virreinato de Nueva España, siendo hijo del hidalgo y licenciado Antonio Rodríguez de Villegas (n. ca. 1545) quien fuera teniente de corregidor de Madrid y por trece años oidor de la Real Audiencia de México, falleciendo en el cargo.
Su hermano mayor era homónimo a su padre, el doctor Antonio Rodríguez de Villegas (n. ca. 1575), el cual fuera comisionado por el virrey marqués Juan de Mendoza y Luna en 1607 para averiguar la muerte del gobernador de Filipinas, Pedro Bravo de Acuña, a cambio de ejercer en forma interina dicho gobierno. Posteriormente, a su regreso a la Nueva España, se doctoró en Derecho canónico en el año 1611 y pasó a ser rector de la «Real y Pontificia Universidad de México» en 1615. En enero de 1616 fue nombrado alcalde mayor de Guachinango, poblado novohispano ubicado en la entonces Nueva Galicia, y al poco tiempo le fue asignado el cargo de oidor de la Real Audiencia de Manila, en el sudeste asiático, desde el 24 de marzo del mismo año. A su retorno a Norteamérica volvió a ejercer como rector universitario en 1619.

### Su carrera militar en Europa y en Extremo Oriente
Andrés Rodríguez de Villegas comenzó a servir en el cuerpo de infantería del ejército español desde 1604, en el cual llegaría al grado de capitán.

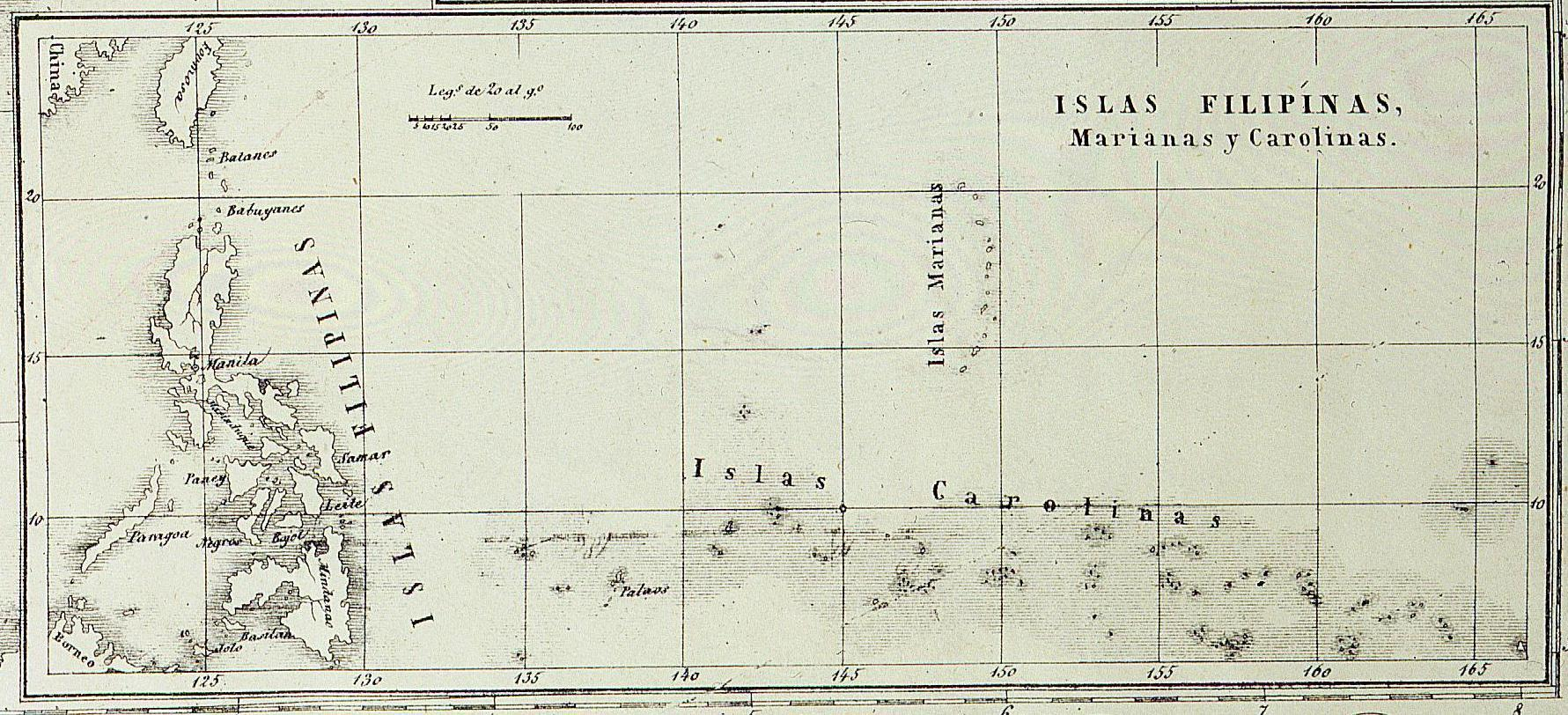
La Capitanía General de Filipinas, dependiente del Virreinato de Nueva España (en mapa de 1858).

Estuvo destinado durante quince años de servicio, entre otros lugares, en las islas Molucas y en la Capitanía General de Filipinas que era una dependencia autónoma del virreinato novohispano, en donde alcanzaría el grado de almirante del Mar del Sur (actual océano Pacífico).
En el año 1616 solicitó el cargo de oidor de Manila para su hermano Antonio, alegando antigüedad con preferencia al licenciado Jerónimo de Legazpi que iba a la misma Real Audiencia. Una vez en el puesto, el mayor problema que tendría que enfrentarse era el proceder arbitrario del gobernador Juan de Silva que no aceptaba tener que contar con los oidores.

## Gobernador de la provincia de Margarita

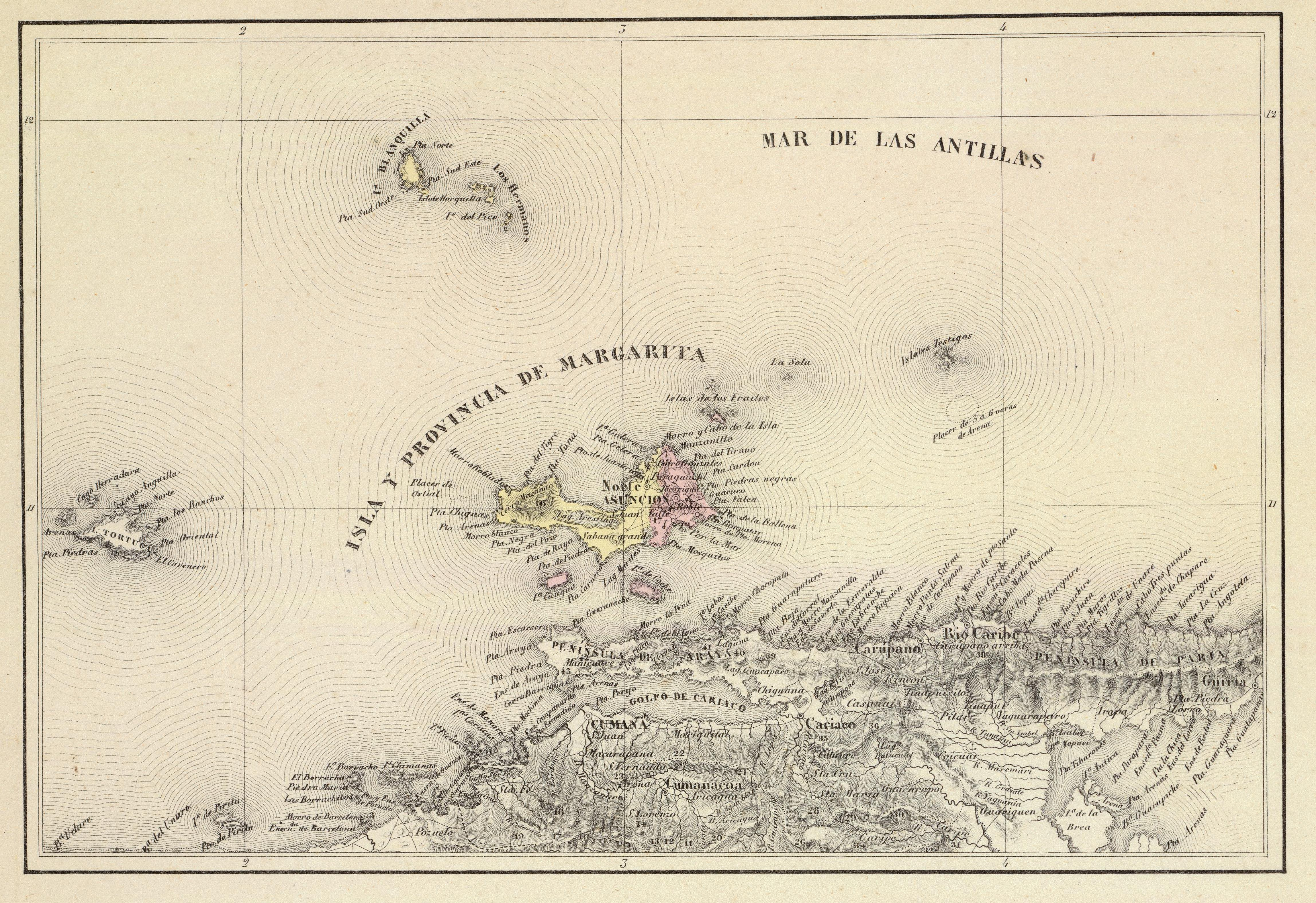
Isla y provincia de Margarita.

Posteriormente, desde el 6 de junio de 1619, fue nombrado gobernador de la «Provincia de Margarita» que dependía de la Capitanía General de Santo Domingo y de la Real Audiencia homónima que a su vez eran entidades autónomas dentro del Virreinato de Nueva España, asignándole 1.500 ducados de sueldo a pagar de las Cajas Reales del Cabildo de La Asunción.

### Gestión en la defensa de ataques neerlandeses
Tras arribar a la isla, tomó posesión del mando el 1 de agosto del corriente. Dicho cargo cedido por su antecesor, el doctor Juan Rodríguez de las Varillas quien había tomado posesión el pasado 6 de agosto de 1614, cedido a su vez por Bernardo de Vargas Machuca que fuera nombrado desde el 3 de febrero de 1608 y lo ocupara el 21 de enero del siguiente año.
La primera gestión que hizo fue escribir al Rey para informarle sobre la necesidad de mejorar las fortificaciones de la misma, además de formular una crítica de los acontecimientos en las salinas de Araya.
En el año 1620 y 1621 surgieron nuevas ofensivas holandesas con el objetivo de ocupar dicha salinas pero fueron rechazados por fuerzas españolas, al igual que la anterior también rechazada y desmantelada en noviembre de 1605. Por tal motivo, por real decreto del 15 de enero de 1622 en Madrid, se procedería a la construcción del futuro castillo de Araya pero se retrasó el mismo al coincidir con el desembarco de varias urcas y una flota de 27 navíos neerlandeses que procedieron a construir dos fuertes e instalaciones para la extracción de sal.

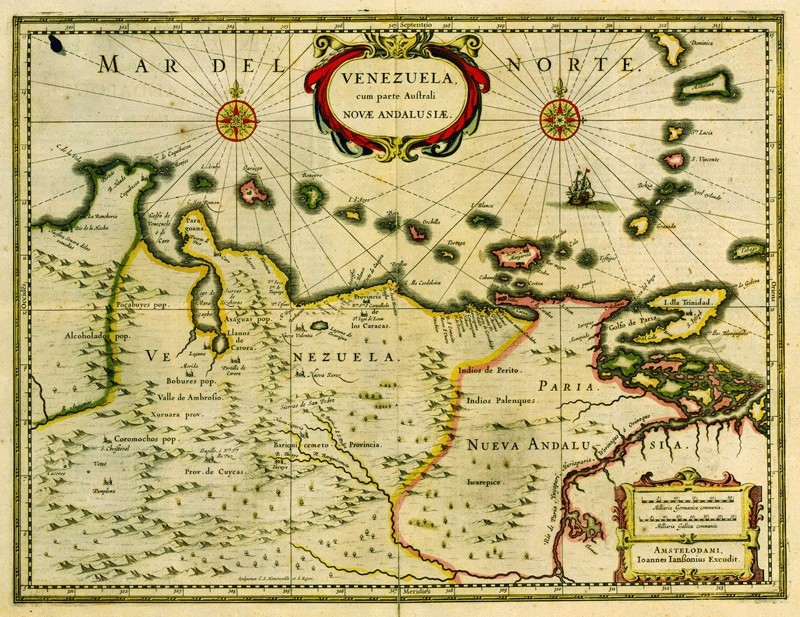
La «Provincia de Margarita» en la isla caribeña homónima, al norte de la península de Araya (en mapa de 1635).

El 30 de noviembre del mismo año se produjo una gran batalla naval, cuando 43 navíos de la misma nacionalidad citada atacaron Araya con el objeto de interrumpir nuevamente la construcción de la nueva fortaleza y apoderarse de manera definitiva de la península. Después de dos meses de combate, la flota invasora fue derrotada el 13 de enero de 1623 por las fuerzas españolas.
En abril de 1623 se reúne en Araya con Diego de Arroyo y Daza quien fuera el gobernador de la provincia de Nueva Andalucía o Cumaná, y con los ingenieros militares Juan Bautista Antonelli y Cristóbal Roda Antonelli, para definir los criterios que habían de privar en la fortificación a construirse.
El gobernador Rodríguez de Villegas había organizado un proyecto de construcción pero terminó prevaleciendo el presentado por Roda por su supuesta superioridad, y el 15 de mayo de ese mismo año envió a España una carta detallando las obras y el plano suyo que consistía en tres baluartes de ángulos agudos sobre forma triangular. Para enero de 1625 se había construido el primer baluarte de lo que se llamó «Real Fortaleza de Santiago de Arroyo de Araya».
El 6 de febrero del citado año informó al Rey que esa construcción se había hundido por no haberse accedido a sus recomendaciones de sacar los cimientos desde la playa, abrazando el terreno con las murallas.
Entregó el mando a su sucesor, el almirante García Álvarez de Figueroa, el 1 de junio de 1625 y cuyo puesto ocupó por cinco años para entregarlo en el mes de junio a Juan de Eulate quien estaría en él durante ocho años. Según la Real Audiencia de Santo Domingo expresó que fue un gobernante justo, con rectitud y buen celo en los asuntos de administración y justicia.

Florida española.

## Gobernador de la provincia de La Florida
Años después, desde el 23 de junio de 1630, fue nombrado gobernador de la provincia de La Florida que dependía de la Capitanía General de Cuba y a su vez del Virreinato de Nueva España, cargo que ocuparía hasta el 21 de septiembre de 1631.
Lo suplantarían conjuntamente y en forma provisoria por dos años, tal vez por enfermedad, el contador Nicolás Ponce de León y el sargento mayor Eugenio de Espinosa hasta ser sucedido el puesto, por muerte del titular, a Luis de Horruytiner quien lo ostentaría por cinco años.

### Fallecimiento
El gobernador Andrés Rodríguez de Villegas falleció el 29 de septiembre de 1633 en la ciudad de San Agustín, capital de la Florida española, por razones aún no documentadas.